# Valentine Schlegel
Valentine Schlegel (Sète, 23 de novembro de 1925 — Paris, 16 de maio de 2021) foi uma escultora, ceramista e artista visual francesa. Foi membro da Fédération Française des Éclaireuses.
Schlegel faleceu em 15 de maio de 2021, aos 96 anos.